# Bandyligan 2005/2006
Bandyligan 2005/2006 spelades som dubbelserie, följd av slutspel.

## Grundserien
| Lag                          | Spelade | Vinster | Oavgjorda | Förluster | Målskillnad | Poäng |
| ---------------------------- | ------- | ------- | --------- | --------- | ----------- | ----- |
| ToPV                         | 22      | 20      | 0         | 2         | 183-85      | 40    |
| OLS                          | 22      | 16      | 2         | 4         | 195-77      | 34    |
| Porin Narukerä               | 22      | 14      | 2         | 6         | 125-87      | 30    |
| Lappeenrannan Veiterä        | 22      | 14      | 0         | 8         | 118-76      | 28    |
| Veitsiluodon Vastus          | 22      | 13      | 1         | 8         | 116-105     | 27    |
| IFK Helsingfors              | 22      | 13      | 1         | 8         | 102-81      | 27    |
| Porvoon Akilles              | 22      | 8       | 3         | 11        | 96-126      | 19    |
| Mikkelin Kampparit           | 22      | 6       | 3         | 13        | 91-127      | 15    |
| Warkauden Pallo -35          | 22      | 6       | 1         | 15        | 67-144      | 13    |
| Botnia-69, Helsingfors       | 22      | 4       | 3         | 15        | 60-128      | 11    |
| OPS                          | 22      | 3       | 4         | 15        | 83-141      | 10    |
| Jyväskylän Seudun Palloseura | 22      | 4       | 2         | 16        | 101-160     | 10    |

## Kvartsfinaler
Kvartsfinaler spelades i bäst av tre matcher. Det i serien högre placerade laget fick spela eventuell tredje och avgörande match på hemmaplan.
| Lag 1                 | Resultat | Lag 2               | Match 1 | Match 2 | Match 3  |
| --------------------- | -------- | ------------------- | ------- | ------- | -------- |
| ToPV                  | 2–0      | Mikkelin Kampparit  | 8-5     | 7-4     | -        |
| OLS                   | 2–0      | Porvoon Akilles     | 11-5    | 6-4     | -        |
| Porin Narukerä        | 2–0      | IFK Helsingfors     | 6-5     | 5-3     | -        |
| Lappeenrannan Veiterä | 2–1      | Veitsiluodon Vastus | 5-7     | 8-6     | 9-8 rlk. |

## Semifinaler
Semifinaler spelade i bäst av tre matcher, högst placerade laget i seriespelet började hemma.
| Lag 1 | Resultat | Lag 2                 | Match 1 | Match 2 | Match 3 |
| ----- | -------- | --------------------- | ------- | ------- | ------- |
| ToPV  | 2–1      | Lappeenrannan Veiterä | 8-3     | 4-6     | 8-0     |
| OLS   | 2–0      | Porin Narukerä        | 5-4     | 4-10    | 4-3     |

## Match om tredje pris
| Lag 1          | Resultat | Lag 2                 |
| -------------- | -------- | --------------------- |
| Porin Narukerä | 6–1      | Lappeenrannan Veiterä |

## Finaler
Finalen spelades 18 mars 2006 i Haparanda.
| Lag 1 | Resultat | Lag 2 |
| ----- | -------- | ----- |
| ToPV  | 8–4      | OLS   |

## Slutställning
| Placering | Lag                   |
| --------- | --------------------- |
| 1.        | ToPV                  |
| 2.        | OLS                   |
| 3.        | Porin Narukerä        |
| 4.        | Lappeenrannan Veiterä |

## Finska mästarna
ToPV:  	Markku Aarni, Janne Hietala, Jorma Salmela, Peter Norén, Jari Vaattovaara, Pekka Hiltunen, Jussi Hyry, Paulus Pörhölä, Hannu Mokko, Johannes Koivisto, Tommi Haarakoski, Jussi Harjuoja, Antti Ekman, Mika Jussila, Andrei Bezrodni, Marko Herajärvi, Erkki Koivuranta, Jukka Ohtonen, Kimmo Ohtonen, Mikko Lukkarila, Igor Zolotarev.

## Skytteligan
| Placering | Spelare        | Lag | Mål |
| --------- | -------------- | --- | --- |
| 1.        | Mikko Rytkönen | JPS | 44  |

Poängkung blev OLS Samuli Niskanen med 67 (29 + 38) poäng. Tvåa i poängligan sslutade Igor Zolotarev 58 (37+21) och trea Mikko Rytkönen 56 (44 + 12). 